# Ms. Kelly Tour
Ms. Kelly Tour jest to druga trasa koncertowa amerykańskiej piosenkarki Kelly Rowland. Tournée promuje album Ms. Kelly z 2007 roku.